# Sharon Olds
Sharon Olds (San Francisco, 1942) è una poetessa statunitense, che ha pubblicato otto volumi di poesie.

## Biografia
Ha studiato alla Stanford University e alla Columbia University, le sue poesie sono state pubblicate su diverse ed importanti testate. La sua prima raccolta di poesie risale al 1980, pubblicata in Italia con il titolo Satana dice, tra le altre sue pubblicazioni Il padre (1992).
Nel corso della sua carriera ha collezionato diversi riconoscimenti. Nel 2013, per l'opera Stag's Leap, è stato insignita del Premio Pulitzer per la poesia.
Attualmente vive a New York ed insegna scrittura creativa alla New York University.